# Лондон — Суррей Классик 2019
8-й выпуск  Лондон — Суррей Классик — шоссейной однодневной велогонки проходившей в окрестностях столицы Великобритании Лондона в рамках Мирового тура UCI 2019. Гонка состоялась 4 августа 2019 года. Победу одержал итальянский велогонщик Элиа Вивиани.

## Участники
В гонке приняли участие все команды категории WorldTeams, хотя участие всех команд было не обязательно, а также 3 команды UCI Professional continental team и сборная Великобритании.
| UCI WorldTeams (16)- AG2R La Mondiale - Bahrain-Merida - Bora-hansgrohe - CCC Team - Deceuninck-Quick Step - Groupama-FDJ - Lotto Soudal - Mitchelton-Scott - Dimension Data - EF Education First - Ineos - Team Jumbo-Visma - Katusha-Alpecin - Team Sunweb - Trek-Segafredo - UAE Team Emirates UCI Professional Continental Teams (3)- Delko-Marseille Provence - Israel Cycling Academy - Total Direct Énergie Национальная сборная- Великобритания |
| |

## Маршрут
Восхождение на зигзагообразный Бокс-Хилл в графстве Суррей стало одним из знаковых у гонки Prudential RideLondon-Surrey Classic, единственного соревнования категории UCI World Tour на британской земле. В 2019 году организаторы решили, что этот холм пелотон пройдёт пять раз. Таким образом, восьмое издание усложнилось, однако, дистанция была сокращена до 169 километров по сравнению со 183 километрами в последних выпусках, при перепаде высот более 1700 метров. Ещё одно изменение, в данном случае очень незначительное, на финише гонки. Культовая лондонская улица Мэлл (The Mall), соединяющая Трафальгарскую площадь с Букингемским дворцом, проходящая под знаменитой Адмиралтейской аркой, по-прежнему была конечной точкой гонки, но на этот раз пелотон прибывал на характерный красный асфальт в направлении, противоположном последнему выпуску, оставляя, таким образом, резиденцию Елизаветы II за спиной с уже запущенным спринтом.

## Ход гонки
Микаэль Мёркёв удачно разогнал Элиа Вивиани за 500 метров до финиша, и за 150 метров Вивиани вышел вперед и финишировал первым. При это Мёркёв не потерял позицию и финишировал третьим.

## Результаты
| \| Генеральная классификация \| Генеральная классификация \| Генеральная классификация \| Генеральная классификация \| Генеральная классификация \| \| Гонщик \| Гонщик \| Команда \| Время \| \| \| ------------------------- \| ------------------------- \| ------------------------- \| ------------------------- \| ------------------------- \| \| 1-й \| Элиа Вивиани \| Deceuninck-Quick Step \| 3ч 46' 15 \| \| \| 2-й \| Сэм Беннетт \| Bora-Hansgrohe \| + 0 \| \| \| 3-й \| Микаэль Мёркёв \| Deceuninck-Quick Step \| + 0 \| \| \| 4-й \| Яспер Стёйвен \| Trek-Segafredo \| + 0 \| \| \| 5-й \| Амунд Грёндаль Янсен \| Team Jumbo-Visma \| + 0 \| \| \| 6-й \| Джакомо Ниццоло \| Dimension Data \| + 0 \| \| \| 7-й \| Александер Кристофф \| UAE Team Emirates \| + 0 \| \| \| 8-й \| Оливер Насен \| AG2R La Mondiale \| + 0 \| \| \| 9-й \| Яспер Де Бёйст \| Lotto-Soudal \| + 0 \| \| \| 10-й \| Итан Хейтер \| Великобритания \| + 0 \| \| |                      |                       |           |
| |                      |                       |           |
| Источник: ProCyclingStats |                      |                       |           |
| Генеральная классификация |                      |                       |           |
| Гонщик | Гонщик               | Команда               | Время     |
| 1-й | Элиа Вивиани         | Deceuninck-Quick Step | 3ч 46' 15 |
| 2-й | Сэм Беннетт          | Bora-Hansgrohe        | + 0       |
| 3-й | Микаэль Мёркёв       | Deceuninck-Quick Step | + 0       |
| 4-й | Яспер Стёйвен        | Trek-Segafredo        | + 0       |
| 5-й | Амунд Грёндаль Янсен | Team Jumbo-Visma      | + 0       |
| 6-й | Джакомо Ниццоло      | Dimension Data        | + 0       |
| 7-й | Александер Кристофф  | UAE Team Emirates     | + 0       |
| 8-й | Оливер Насен         | AG2R La Mondiale      | + 0       |
| 9-й | Яспер Де Бёйст       | Lotto-Soudal          | + 0       |
| 10-й | Итан Хейтер          | Великобритания        | + 0       |